# Jack Morris (luchador)
Jack Morris (Dunfermline, Escocia; 6 de octubre de 1993) es un luchador profesional escocés. Actualmente trabaja para la empresa japonesa Pro Wrestling Noah.

## Carrera de lucha libre profesional

### Escena independiente británica (2017-actualidad)
Morris comenzó su carrera trabajando para promociones locales escocesas como Reckless Intent, Discovery Wrestling y Fair City Wrestling. El trabajo principal de Morris tuvo lugar en la escena independiente británica. Compitió en una serie de eventos promovidos por Revolution Pro Wrestling, el primero de ellos fue RevPro Live In London 71 del 5 de marzo de 2023, donde obtuvo una victoria sobre TK Cooper. En RevPro Raw Deal 2023 el 11 de marzo, quedó corto ante Dan Moloney.

### Insane Championship Wrestling (2019-2022)
Morris compartió un mandato de tres años con Insane Championship Wrestling. Hizo su debut en la promoción en ICW Fight Club #115 el 13 de enero de 2019, donde se asoció con Dickie Divers para derrotar a The Kinky Party (Jack Jester y Sha Samuels). Participó en varios de los eventos exclusivos de la promoción, como Lionheart League , donde compitió contra el ganador Sha Samuels, Alexander Darwin MacAllan, BT Gunn, Daz Black, DCT, Grant McIvor, Ian Skinner, Jack Jester, Jason Reed, Leyton Buzzard, Liam Thomson, Luca De Pazzi, Stevie Boy, Stevie James y Theo Doros. En ICW 8th Annual Square Go! El 24 de febrero de 2019, Morris compitió en un combate de go cuadrado de 30 hombres para determinar el contendiente número uno para el Campeonato Mundial Peso Pesado de ICW ganado por Rudo Lightning y que también involucró a oponentes notables como Grado, Jeff Jarrett, Jimmy Havoc, Joe Hendry , Wolfgang, Andy Wild, Mark Coffey , Leyton Buzzard, Viper, Kenny Williams, BT Gunn y muchos otros.
Morris y Dickie Divers formaron el equipo The Nine9. El 16 de junio de 2019, derrotaron a The Kings of Catch (Aspen Faith y Lewis Girvan) en ICW I Ain't Yer Pal, Dickface!.
El 20 de marzo de 2021, The Nine9 derrotó a Krieger y Lou King Sharp para ganar los Campeonatos en Parejas de ICW en una lucha en jaula de acero. El dúo defendió con éxito los títulos hasta ICW: Fear and Loathing XIII, donde fueron destronados por The Kings of the North.

### Pro Wrestling NOAH (2022-presente)
Morris hizo su debut en Pro Wrestling Noah en la primera noche de la edición 2022 del N-1 Victory, el torneo más importante de la promoción. Compitió en el bloque B donde obtuvo un total de seis puntos tras enfrentarse a Kaito Kiyomiya, Katsuhiko Nakajima, Masakatsu Funaki, Takashi Sugiura, Satoshi Kojima, Masa Kitamiya y Kinya Okada.

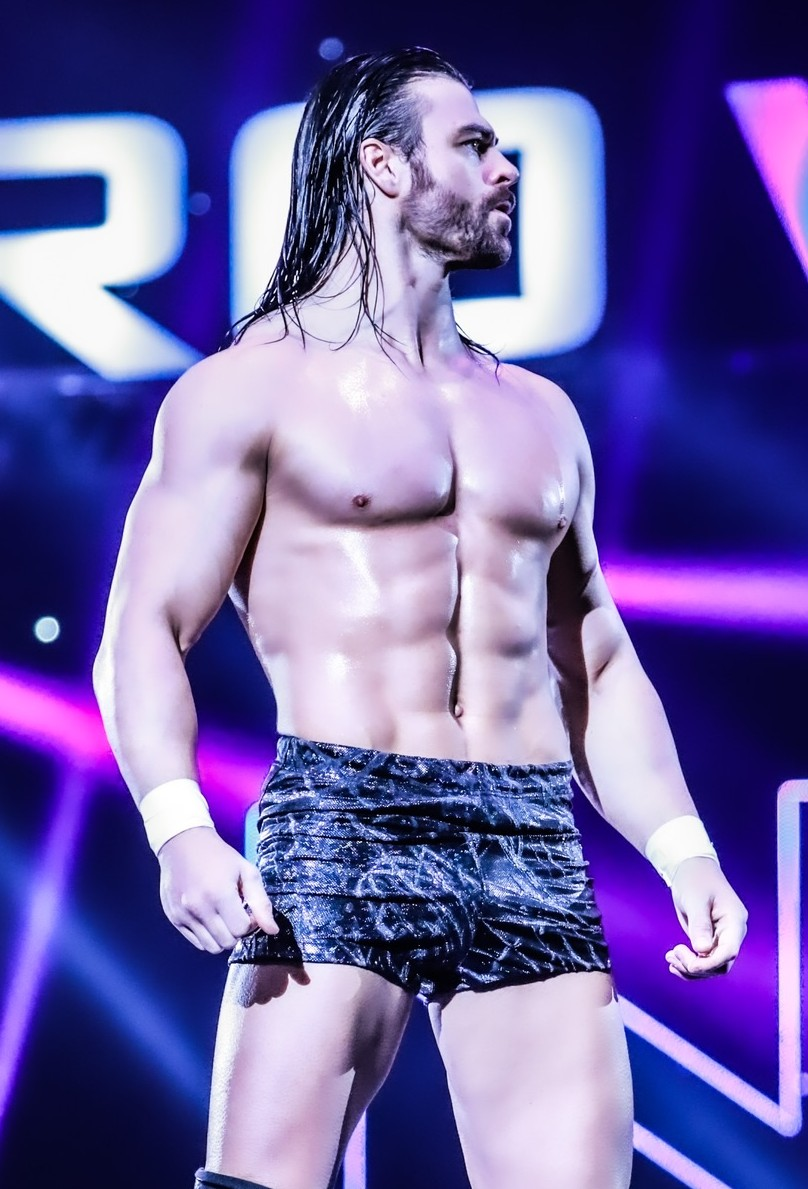
Morris en 2022

Pronto comenzó a competir en varios de los PPV de la firma de promoción. El primero de ellos fue Noah Grand Ship In Nagoya 2022 del 25 de septiembre, donde se asoció con El Hijo del Dr. Wagner Jr. y Naomichi Marufuji para derrotar a Daiki Inaba, Masaaki Mochizuki y Masato Tanaka en una lucha por equipos de seis hombres. En NOAH Ariake Triumph 2022 el 30 de octubre, se asoció con Dante Leon para derrotar a Daiki Inaba y Yo-Hey. En Noah The Best 2022 el 23 de noviembre derrotó a Inaba en una competencia individual . [18] En Noah The New Year 2023 el 1 de enero, Morris derrotó a Timothy Thatcher . [19] Se unió a la unidad "Good Looking Guys" y formó equipo con sus compañeros de cuadra Jake Lee y Anthony Greene por primera vez en The Great Muta Final "Bye-Bye" el 22 de enero de 2023, donde derrotaron a Masa Kitamiya, Daiki Inaba y Yoshiki Inamura. En la primera noche de Noah Star Navigation 2023 del 5 de febrero, Morris se asoció con Lee y Anthony nuevamente en un esfuerzo perdedor contra Kaito Kiyomiya, Naomichi Marafuji y Takashi Sugiura. En Noah Great Voyage en Osaka 2023 el 12 de febrero, desafió sin éxito a Kaito Kiyomiya por el Campeonato Peso Pesado de GHC. En la Gran Final de Keiji Muto Pro-Wrestling "Last" Love el 21 de febrero de 2023, se asoció con Lee y Anthony para derrotar a Takashi Sugiura y Timothy Thatcher de Sugiura-gun, y Satoshi Kojima. En Noah Great Voyage en Yokohama 2023 el 19 de marzo, Morris se asoció con Anthony para derrotar a Naomichi Marufuji y El Hijo de Dr. Wagner Jr. en acción por equipos. Esta fue la preparación de una disputa a corto plazo entre Morris y Wagner Jr., ya que se espera que se enfrente a este último en Noah Green Journey en Sendai 2023 el 16 de abril por el Campeonato Nacional GHC.
En agosto, Morris participó en el N-1 Victory 2023 , terminando el torneo con un récord de cuatro victorias, dos derrotas y un empate, sin poder avanzar a la final del torneo. El 24 de septiembre en Grand Ship In Nagoya, Morris y Anthony Greene derrotaron a Real (Timothy Thatcher y Saxon Huxley) para ganar el Campeonato en Parejas de GHC . [26] El 28 de octubre en Demolition Stage In Fukuoka, Morris derrotó a El Hijo de Dr. Wagner Jr. en una revancha para ganar el Campeonato Nacional de GHC, convirtiéndose en doble campeón en el proceso. Perdió el título ante Hayata el 11 de abril de 2024 en su cuarta defensa del título. El 16 de junio en Grand Ship In Yokohama, Morris y Greene perdieron el Campeonato en Parejas de GHC ante Brave (Naomichi Marufuji y Takashi Sugiura) en su novena defensa del título, poniendo fin a su reinado a los 266 días. El 13 de julio en Destination, Good Looking Guys se disolvió. Después, Jake Lee se unió a Bullet Club War Dogs, lo que llevó a Morris a enfrentarse a él antes de que Lee atacara a Morris.

## Campeonatos y logros
- Discovery Wrestling
  - Disco Derby (2022)[4]
- Insane Championship Wrestling
  - ICW Tag Team Championship (1 vez) – con Dickie Divers[5]

- Pro Wrestling Noah
  - GHC National Championship (1 vez)
  - GHC Tag Team Championship (2 veces, actual) – con Anthony Greene,[6] Omos (1, actual)
- Reckless Intent Wrestling
  - Reckless Intent Heavyweight Championship (1 vez)
  - Reckless Intent UK Championship (1 vez)
  - Reckless Intent Tag Team Championship (1 vez) – con Dickie Divers
- Scottish Wrestling Alliance
  - SWA X Championship (1 vez)

- Pro Wrestling Illustrated
  - Situado en el No. 310 del top 500 luchadores individuales de PWI 500 en 2023[7]